# AEGON Open Nottingham 2017
AEGON Open Nottingham 2017 byl společný tenisový turnaj mužského okruhu ATP Challenger Tour a ženského okruhu WTA Tour, který se odehrával v Nottingham Tennis Centre na otevřených travnatých dvorcích v britském Nottinghamu. Konal se od 12. do 18. června 2017 jako 22. ročník mužské části a 7. ročník ženské poloviny turnaje.
Mužská polovina se po dvou letech na okruhu ATP Tour přesunula do kvalitativně nižší úrovně tenisu, ATP Challenger Tour, jakožto událost s dotací 127 000 eur. V kalendáři ATP Tour 2017 nottinghamský turnaj nahradil nový Antalya Open hraný také na trávě. Ženská část se řadila do kategorie WTA International Tournaments s dotací 250 000 dolarů.
Nejvýše nasazeným hráčem v mužské dvouhře se po odstoupení Dana Evanse stal Rumun Marius Copil z konce první světové stovky. V ženském singlu plnila roli turnajové jedničky osmá hráčka žebříčku Johanna Kontaová ze Spojeného království. Jako poslední přímí účastníci do dvouher nastoupili kanadský 190. tenista pořadí Denis Shapovalov a tchajwanská 109. žena klasifikace Sie Šu-wej.
Mužskou dvouhru vyhrál izraelský hráč Dudi Sela, jenž si odvezl dvacátou druhou trofej z challengerů. Deblové vítězství si zajistili britští bratři Ken a Neal Skupští. Ženskou dvouhru ovládla 20letá Chorvatka Donna Vekićová, pro niž to byl první titul na trávě. V ženském deblu si premiérové trofeje na okruhu WTA Tour připsaly členky australského páru, 34letá Monique Adamczaková a 22letá Storm Sandersová.

## Rozdělení bodů a finančních odměn

### Rozdělení bodů
| Soutěž       | vítězové | finalisté | semifinalisté | čtvrtfinalisté | 16 v kole | 32 v kole | Q  | Q3 | Q2 | Q1 |
| ------------ | -------- | --------- | ------------- | -------------- | --------- | --------- | -- | -- | -- | -- |
| dvouhra mužů | 125      | 75        | 45            | 25             | 10        | 0         | 12 | 6  | 0  | 0  |
| čtyřhra mužů | 125      | 75        | 45            | 25             | 0         | —         | —  | —  | —  | —  |
| dvouhra žen  | 280      | 180       | 110           | 60             | 30        | 1         | 18 | 14 | 10 | 1  |
| čtyřhra žen  | 280      | 180       | 110           | 60             | 1         | —         | —  | —  | —  | —  |

### Finanční odměny
| Soutěž                                | vítězové | finalisté | semifinalisté | čtvrtfinalisté | 16 v kole | 32 v kole | Q3 | Q2     | Q1   |
| ------------------------------------- | -------- | --------- | ------------- | -------------- | --------- | --------- | -- | ------ | ---- |
| dvouhra mužů                          | €18 290  | €10 770   | €6 370        | €3 710         | €2 180    | €1 320    | €0 | €0     | —    |
| dvouhra žen                           | $43 000  | $21 400   | $11 500       | $6 175         | $3 400    | $2 100    | $0 | $1 020 | $600 |
| čtyřhra mužů                          | €7 870   | €4 570    | €2 740        | €1 630         | €920      | —         | —  | —      | —    |
| čtyřhra žen                           | $12 300  | $6 400    | $3 435        | $1 820         | $960      | —         | —  | —      | —    |
| částka ve čtyřhrách je uvedena na pár |          |           |               |                |           |           |    |        |      |

## Dvouhra mužů

### Nasazení
| Stát                           | Hráč            | ATP  | Nasazení |
| ------------------------------ | --------------- | ---- | -------- |
| Spojené království             | Dan Evans       | 55.  | 1.       |
| Rumunsko                       | Marius Copil    | 94.  | 2.       |
| Izrael                         | Dudi Sela       | 100. | 3.       |
| Itálie                         | Thomas Fabbiano | 103. | 4.       |
| Japonsko                       | Go Soeda        | 111. | 5.       |
| Barbados                       | Darian King     | 116. | 6.       |
| Itálie                         | Luca Vanni      | 121. | 7.       |
| Ukrajina                       | Illja Marčenko  | 122. | 8.       |
| Žebříček ATP k 29. květnu 2017 |                 |      |          |

### Jiné formy účasti
Následující hráči obdrželi divokou kartu do hlavní soutěže:
- Liam Broady
- Jay Clarke
- Brydan Klein
- Cameron Norrie

Následující hráč využil k účasti v hlavní soutěži žebříčkové ochrany:
- Juki Bhambri

Následující hráči postoupili z kvalifikace:
- Ričardas Berankis
- Lloyd Glasspool
- Samuel Groth
- John-Patrick Smith

Následující hráč postoupil z kvalifikace jako tzv. šťastný poražený:
- Alex De Minaur

## Mužská čtyřhra

### Nasazení
| Stát                                                                                    | Hráč              | Stát      | Hráč               | ATP  | Nasazení |
| --------------------------------------------------------------------------------------- | ----------------- | --------- | ------------------ | ---- | -------- |
| Rakousko                                                                                | Julian Knowle     | Rakousko  | Philipp Oswald     | 153. | 1.       |
| Austrálie                                                                               | Matt Reid         | Austrálie | John-Patrick Smith | 155. | 2.       |
| Austrálie                                                                               | Marc Polmans      | Austrálie | Andrew Whittington | 165. | 3.       |
| Thajsko                                                                                 | Sančaj Ratiwatana | Thajsko   | Sončat Ratiwatana  | 185. | 4.       |
| Žebříček ATP k 29. květnu 2017; číslo je součtem žebříčkového postavení obou členů páru |                   |           |                    |      |          |

### Jiné formy účasti
Následující páry obdržely divokou kartu do hlavní soutěže:
- Luke Bambridge /  Cameron Norrie
- Scott Clayton /  Jonny O'Mara
- Brydan Klein /  Joe Salisbury

## Ženská dvouhra

### Nasazení
| Stát                           | Hráčka                 | WTA | Nasazení |
| ------------------------------ | ---------------------- | --- | -------- |
| Spojené království             | Johanna Kontaová       | 8.  | 1.       |
| Lotyšsko                       | Anastasija Sevastovová | 19. | 2.       |
| USA                            | Lauren Davisová        | 26. | 3.       |
| USA                            | Alison Riskeová        | 37. | 4.       |
| Česko                          | Lucie Šafářová         | 39. | 5.       |
| USA                            | Shelby Rogersová       | 49. | 6.       |
| Německo                        | Mona Barthelová        | 50. | 7.       |
| Japonsko                       | Naomi Ósakaová         | 55. | 8.       |
| Žebříček WTA k 29. květnu 2017 |                        |     |          |

### Jiné formy účasti
Následující hráčky obdržely divokou kartu do hlavní soutěže:
- Tara Mooreová
- Laura Robsonová
- Heather Watsonová

Následující hráčky postoupily z kvalifikace:
- Kristie Ahnová
- Jana Fettová
- Jelizaveta Kuličkovová
- Tereza Martincová
- Grace Minová
- Dajana Jastremská

### Odhlášení
před zahájením turnaje
- Jekatěrina Alexandrovová → nahradila ji  Kurumi Naraová
- Nao Hibinová → nahradila ji  Sie Šu-wej
- Julia Putincevová → nahradila ji  Magdaléna Rybáriková

### Skrečování
- Tara Mooreová

## Ženská čtyřhra

### Nasazení
| Stát                                                                                    | Hráčka              | Stát               | Hráčka                | WTA  | Nasazení |
| --------------------------------------------------------------------------------------- | ------------------- | ------------------ | --------------------- | ---- | -------- |
| Kanada                                                                                  | Gabriela Dabrowská  | Ukrajina           | Olga Savčuková        | 66.  | 1.       |
| Chorvatsko                                                                              | Darija Juraková     | Austrálie          | Anastasia Rodionovová | 70.  | 2.       |
| Čínská Tchaj-pej                                                                        | Čan Chao-čching     | Austrálie          | Casey Dellacquová     | 87.  | 3.       |
| USA                                                                                     | Christina McHaleová | Spojené království | Heather Watsonová     | 114. | 4.       |
| Žebříček WTA k 29. květnu 2017; číslo je součtem žebříčkového postavení obou členů páru |                     |                    |                       |      |          |

### Jiné formy účasti
Následující pár obdržel divokou kartu do hlavní soutěže:
- Freya Christieová /  Tara Mooreová

Následující pár nastoupil z pozice náhradníka:
- Sie Šu-wej /  Magda Linetteová

### Odhlášení
před zahájením turnaje
- Tara Mooreová

## Přehled finále

### Mužská dvouhra
- Dudi Sela vs.  Thomas Fabbiano 4–6, 6–4, 6–3.

### Ženská dvouhra
- Donna Vekićová vs.  Johanna Kontaová, 2–6, 7–6(7–3), 7–5

### Mužská čtyřhra
- Ken Skupski /  Neal Skupski vs.  Matt Reid /  John-Patrick Smith 7–6(7–1), 2–6, [10–7]

### Ženská čtyřhra
- Monique Adamczaková /  Storm Sandersová vs.  Jocelyn Raeová /  Laura Robsonová, 6–4, 4–6, [10–4]